# Vezzano Ligure
Vezzano Ligure (Vessan in ligure, V'zan nel dialetto della Lunigiana) è un comune italiano di 7 230 abitanti della provincia della Spezia in Liguria.

## Geografia fisica
Vezzano Ligure assume una posizione centrale nella geografia spezzina. Infatti il suo territorio mette in comunicazione tre dei quattro "distretti" spezzini come il Golfo, la val di Magra e la val di Vara.
Il suo ampio territorio comprende:
- la collina dove sorge il capoluogo comunale, in una posizione panoramica da dove si può ammirare tutto il territorio circostante. Vezzano è suddiviso in due borghi arroccati di antica origine, Vezzano Inferiore e Superiore, collegati da una via di crinale lungo la quale, dal XIX secolo si è attestata l'espansione edilizia.
- la piana della val di Magra, confinante con Sarzana e Santo Stefano di Magra;
- la piana della val di Vara, che mette in comunicazione Vezzano con la parte nord della provincia, attraverso i comuni di Bolano e Follo;
- i territori limitrofi al golfo della Spezia.

Il comune fa parte del Parco naturale regionale di Montemarcello-Magra-Vara.
L'intero territorio del comune di Vezzano Ligure è classificato come zona sismica di livello 3-basso, naturalmente così come tutti gli altri comuni confinanti (Bolano e Sarzana hanno categoria 2 su una nuova classificazione di 4).

## Storia

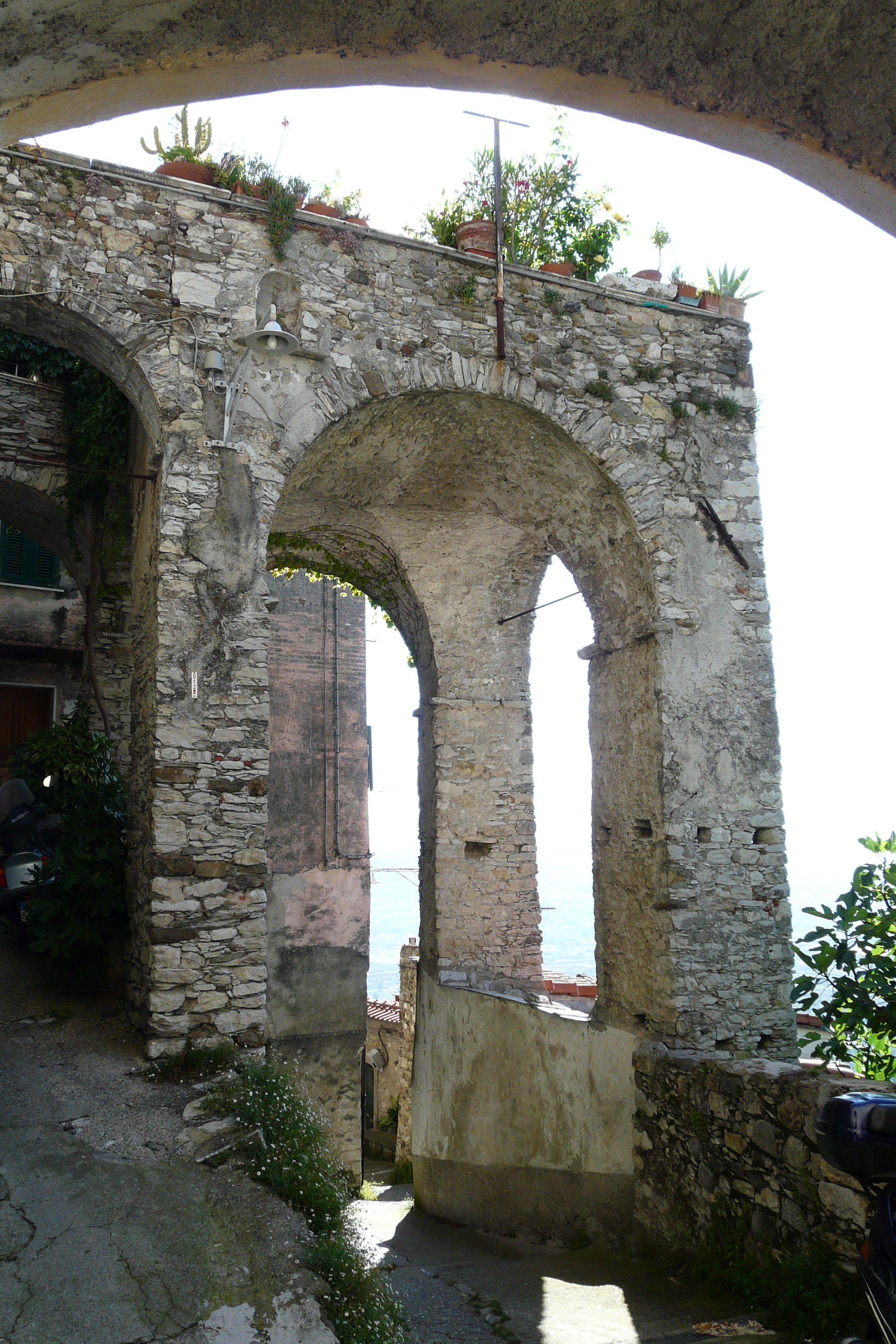
Mura medievali a Vezzano Ligure

Per l'importanza della sua collocazione geografica è ipotizzabile a Vezzano la presenza, già prima della dominazione romana, di un insediamento preistorico dei Liguri o comunque di un castellaro.
Secondo alcune ipotesi l'origine del nome Vezzano ne paleserebbe un legame con l'età romana. Si pensa infatti che Vezzano derivi dal nome Vectius, nome proprio di un nobile cittadino romano di famiglia Sabina che avrebbe avuto alcuni possedimenti e rendite proprio in questo territorio.
È stata avanzata però l'ipotesi che l'abitato abbia origini dai Liguri, dal termine Vect-iani ossia vetta di Giano, e che la sua fondazione sia antecedente la conquista romana della Liguria e anche precedente la costituzione della colonia di Luni. La notizia è parzialmente confermata da Tito Livio che, nel narrare la guerra contro gli Apuani, descrive il circondario del fiume Magra come un territorio disseminato di castra e fortificazioni.
Come tutte le altre terre del Levante ligure, anche Vezzano ne condivide le vicende storiche di Roma e quelle successive alla sua caduta.
In Alto medioevo il borgo si creò probabilmente da un precedente presidio stradale fortificato sul passo che congiungeva il golfo della Spezia con la valle della Magra. 
In generale il controllo di un presidio, al momento dello sfaldamento dei poteri legittimi ed ecclesiastici, consentiva di esercitare di fatto e successivamente di diritto un potere territoriale e poi politico.

I Vezzano appartenevano alla nuova classe di castellani che, disponendo di terre e di luoghi fortificati, si trasformarono in domini con potere ed influenza in Lunigiana e nella Liguria orientale.

Stemma dei De Nobili da Vezzano

Dal X al XIII secolo la signoria su Vezzano e sui parte dei territori del golfo è tenuto dalla famiglia dei Signori di Vezzano (Domini de Vethano), feudatari del Vescovo di Luni.
Il primo documento storico che menziona espressamente il borgo di Vezzano è l'atto datato 19 maggio 963 con il quale l'imperatore Ottone I di Sassonia ne assegna ad Adalberto, conte-vescovo di Luni, il feudo del castello, con le fortificazioni e la corte.
Il 13 maggio del 1202 viene steso il concordato di Terrarossa: con questo atto vengono composte le vertenze che erano insorte fra Gualtiero II, vescovo di Luni, e i marchesi Malaspina da una parte e i nobili di Vezzano dall'altra; in questa circostanza prestarono il proprio consenso anche i consoli, i nobili e il popolo di Fosdinovo.
Nella metà del XIII secolo ha inizio il declino delle piccole Signorie della Lunigiana, ormai strette tra il crescente potere territoriale della Repubblica di Genova, e quello le famiglie dei Malaspina, dei Fieschi e degli stessi vescovi di Luni che rivendicano antichi diritti feudali. 

Anche la Signoria vezzanese è costretta alle prime cessioni territoriali e alla rinuncia a molti diritti feudali a favore di Genova che, con atto di fedeltà stipulato dai Vezzanesi nel 1253, include nei suoi domini di Levante un'importante (e strategica per la sua vicinanza alla costa) parte del territorio feudale di Vezzano, fino alla sua completa annessione dal 1276 con la vendita alla repubblica del territorio posseduto dal conte Nicolò Fieschi.

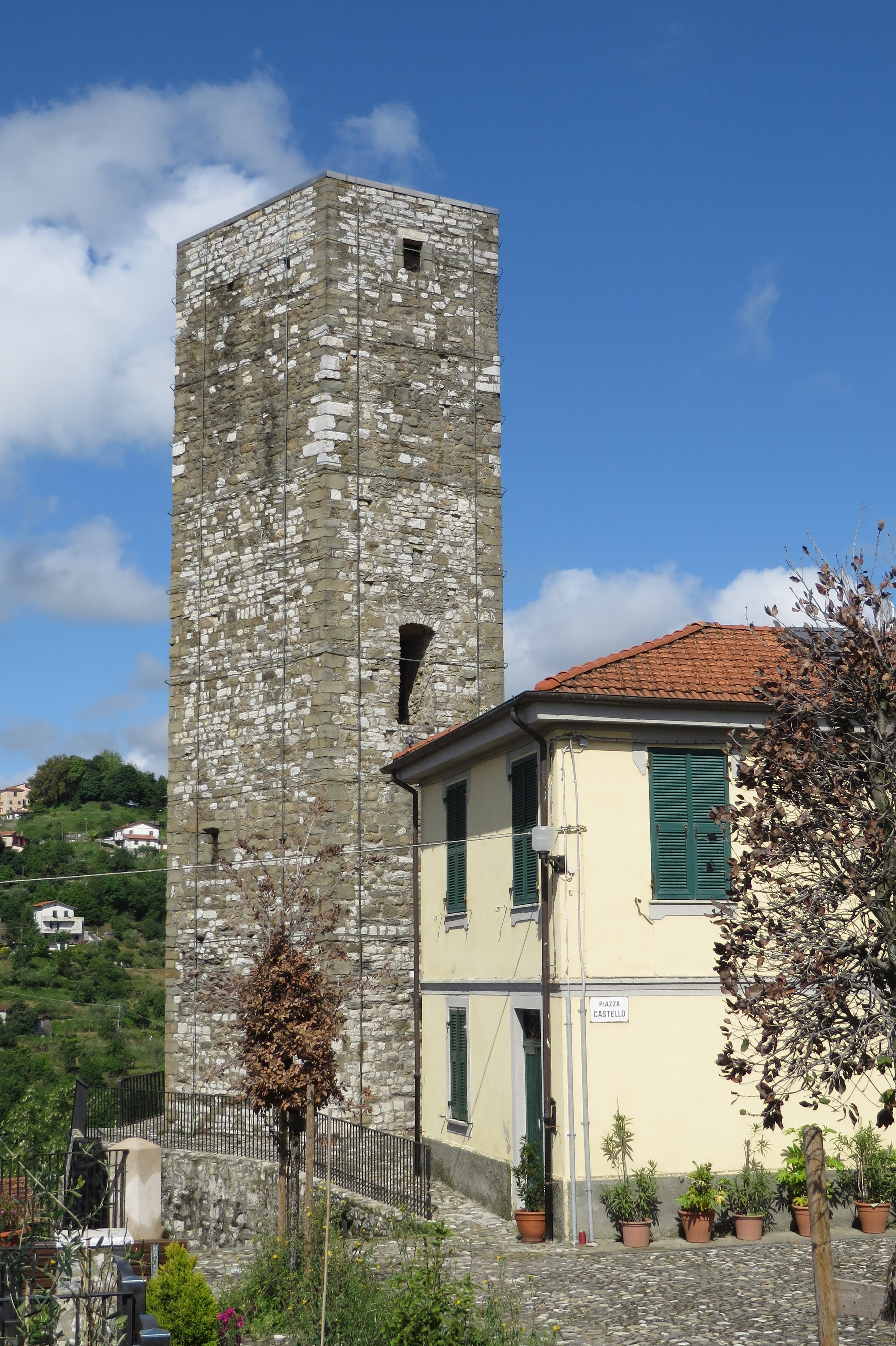
La torre pentagonale, del XIII secolo, a Vezzano Inferiore.

Repubblica di Genova

Con Genova, durante il primo periodo rinascimentale, Vezzano ha un periodo di relativa tranquillità e di ricchezza che permettono alla città di crescere in prestigio e autonomia. Il paese si espande grazie alla costruzione di nuovi più moderni edifici.
Questo fase di relativa prosperità viene meno nel XVI secolo quando, per i propri traffici commerciali, il Governo genovese preferisce valersi delle ben più comode vie di comunicazione a fondo valle.
Alla caduta della Repubblica di Genova la dominazione napoleonica riorganizza il territorio e la costituita municipalità di Vezzano rientra dal 2 dicembre 1797 nel Dipartimento del Golfo di Venere, con capoluogo La Spezia, nell'ambito della Repubblica Ligure. 
Dal 28 aprile del 1798, con nuovi ordinamenti francesi, Vezzano rientra nel II cantone, come capoluogo ("Vezzano Soprano"), della Giurisdizione di Golfo di Venere. 
Dal 1803 è poi il centro principale del III cantone del Golfo di Venere nella Giurisdizione del Golfo di Venere.
Annesso al Primo Impero francese, dal 13 giugno 1805 al 1814, Vezzano è inserito nel Dipartimento degli Appennini. 
Sotto il dominio napoleonico la città non riesce tuttavia a recuperare l'antica ricchezza, nonostante il governo francese la consideri per la sua importante posizione strategica.
Alla caduta di Napoleone, nel 1815 è incluso nella provincia di Levante del Regno di Sardegna, e successivamente nel Regno d'Italia dal 1861.
Dal 1859 al 1927 il territorio era compreso nel III mandamento omonimo del circondario di Levante facente parte della provincia di Genova prima e, con l'istituzione nel 1923, della provincia della Spezia poi.
Nel 1863 assume la denominazione di Vezzano Ligure.
Pochi anni dopo nel suo territorio viene costruito il Forte Bastia, uno dei varicaposaldi del Sistema fortificato del Golfo della Spezia.
Agli inizi del Novecento il territorio è colpito da numerosi focolai di malaria, osservandosi il fenomeno delle cosiddette "case malariche". 
Durante la seconda guerra mondiale ospita alcune fortificazioni di difesa del fronte terra come quella a difesa della strada di Buonviaggio. 
Nel periodo dell'occupazione tedesca e della Repubblica Sociale Italiana, le persecuzioni antiebraiche portarono all'arresto il 13 febbraio 1944 della famiglia Revere, che vi era sfollata da La Spezia. In memoria di Enrico Revere, della moglie Emilia Eva De Benedetti e della piccola Adriana Revere (n.1934) sono state collocate tre pietre d'inciampo nei pressi della casa dove abitavano. 

Altre pietre e memoriali ricordano i 17 deportati politici che morirono a Mauthausen e altre vittime e protagonisti della Resistenza a Vezzano.

### Simboli
Stemma
Gonfalone

Lo stemma è descritto nell'atto podestarile nº 129 del 1º dicembre 1931.

## Monumenti e luoghi d'interesse

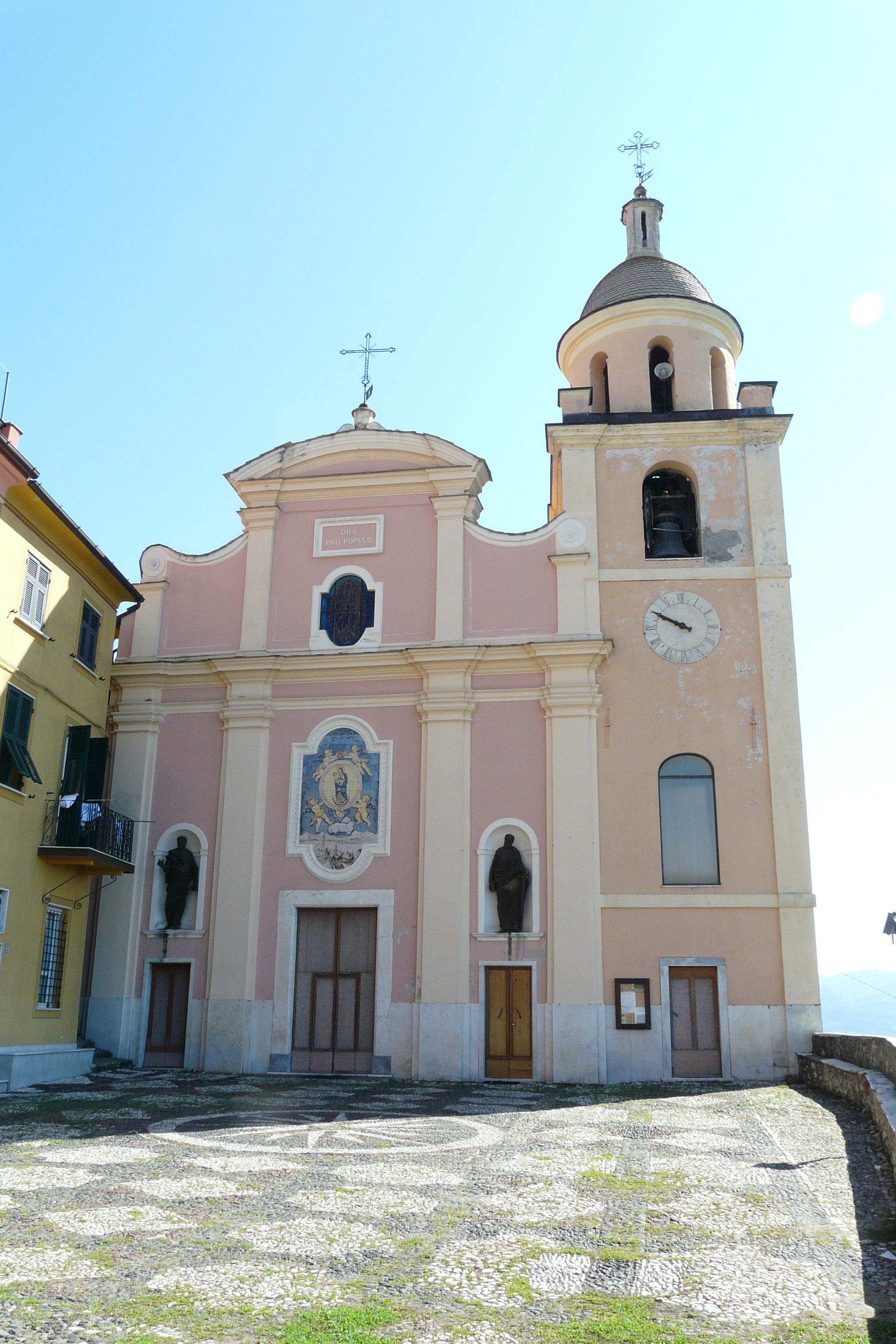
La chiesa parrocchiale di Nostra Signora del Soccorso a Vezzano Superiore

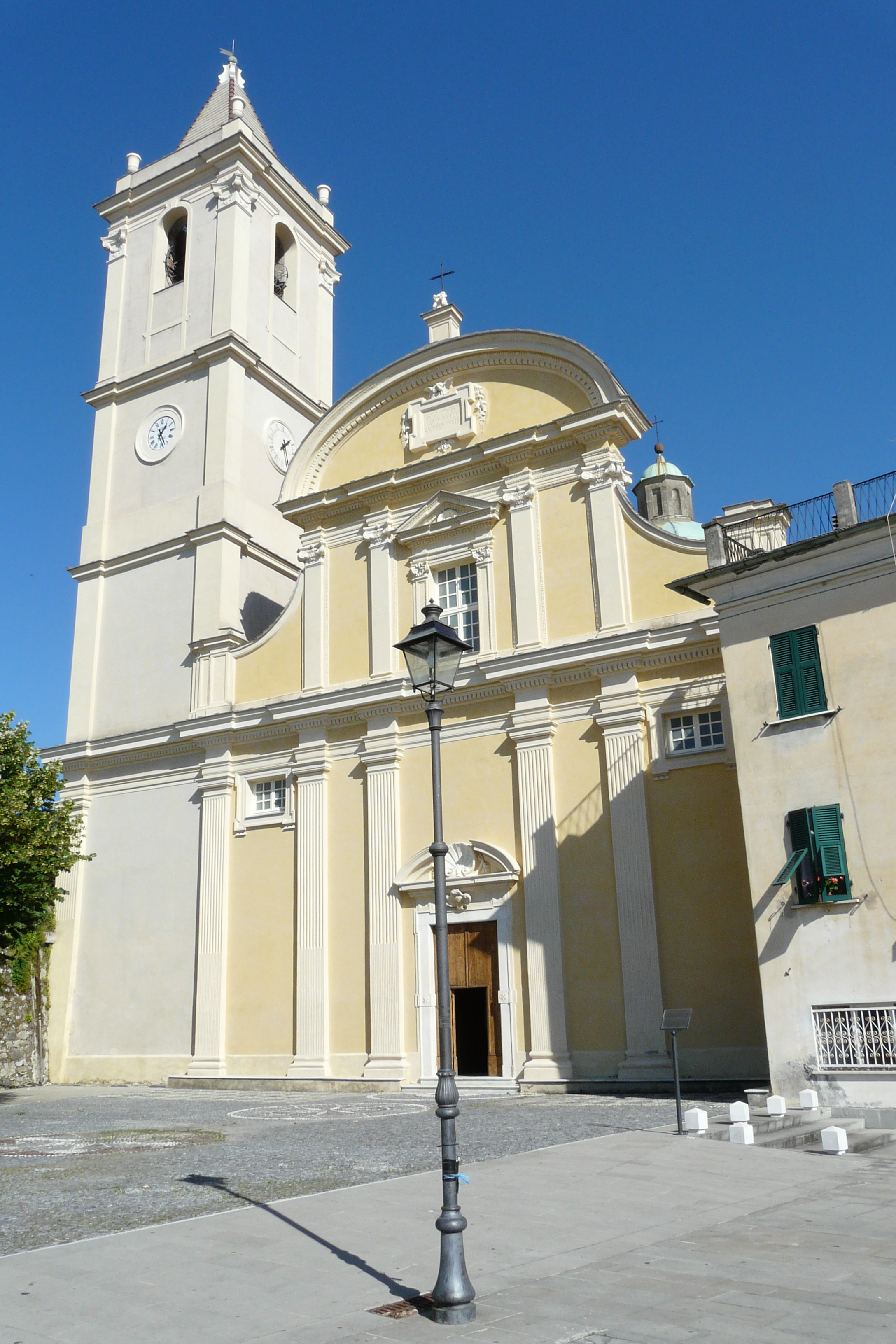
La chiesa parrocchiale dei Santi Sebastiano e Maria Assunta a Vezzano Inferiore

Il primo e significativo nucleo abitativo è sorto a Vezzano Superiore intorno al X secolo, costituito da muri a secco che circondavano la roccaforte difensiva costituita dal castello e la torre.
Vezzano Inferiore offre una interessante struttura urbana di tipo anulare e conserva più di una testimonianza del periodo feudale. Nel XII secolo, a Vezzano Inferiore, venne eretta una torre a pianta pentagonale, oltre le mura e collegata con un ponte al castello. Attualmente sono rimasti solo alcuni resti del castello mentre la torre è ancora in buono stato.
A seguito del matrimonio celebrato nel 1832 fra il marchese Pietro Giustiniani e la contessa Teresa Picedi, poi la famiglia ereditò il sontuoso castello-palazzo di Vezzano Ligure, da sempre centro del potere e del prestigio di quest'area, che ha visto succedersi dapprima i Signori di Vezzano e poi le famiglie Ottaviani, De Nobili, Malaspina, Picedi e, infine, Giustiniani; questi ultimi edificarono nella frazione bolanese di Ceparana il proprio palazzo, chiamato "il castello", sui resti dell'antica chiesa di San Venanzio di Luni.

### Architetture religiose
- Chiesa parrocchiale di Nostra Signora del Soccorso nella frazione di Vezzano Superiore, del XVIII secolo.
- Oratorio di San Michele Arcangelo nella frazione di Vezzano Superiore, sconsacrato.
- Pieve di San Prospero in località Corongiola (Vezzano Superiore). I ruderi dell'antica pieve, citata in un privilegio del 1148 di papa Innocenzo III al vescovo di Luni, sono oggi inglobati in un odierno casolare.
- Chiesa di San Siro, in Vezzano Superiore, del XII secolo e parzialmente abbattuta nel 1880 per esigenze di viabilità.
- Chiesa parrocchiale dei Santi Sebastiano e Maria Assunta nella frazione di Vezzano Inferiore, della prima metà del XVII secolo; nel secondo altare della navata sinistra è presente un gruppo scultoreo raffigurante la Pietà del genovese Anton Maria Maragliano[16].
- Chiesa romanica di Santa Maria nella frazione di Vezzano Inferiore, del XII secolo.
- Chiesa di San Michele Arcangelo nella frazione di Vezzano Inferiore, sconsacrata. La sua prima menzione scritta risale al 1224[17], anche se dell'originaria struttura tardo medievale mantiene pochi elementi architettonici[17]. Ha pianta unica e abside piana[17], nel corso del XV secolo fu fortificata con l'aggiunta di feritoie per armi da fuoco e scarpatura per adattare il sito alle nuove tecniche di difesa[17]. Nel XVI secolo fu riconvertita in oratorio[17] fino alla sua sconsacrazione (in una data sconosciuta). Attualmente è sede del Corpo Musicale "Giacomo Puccini".
- Chiesa parrocchiale di San Michele Arcangelo nella frazione di Bottagna.
- Santuario-chiesa di Nostra Signora del Buonviaggio nella frazione di Buonviaggio, edificato nel 1889.
- Santuario-chiesa parrocchiale di Santa Maria del Molinello nella frazione di Prati di Vezzano. L'edificazione del santuario avvenne nel XVI secolo dopo l'apparizione mariana del 1523 alla paesana Caterina del Rosso durante la pestilenza che colpì il territorio.
- Chiesa di Sant'Apollinare, del XVIII secolo, ad unica navata, nella frazione di Valeriano Lunense.

### Architetture civili
- Ruderi del castello medievale di Vezzano Superiore.
- Ospitale di San Nicola, lungo il percorso tra i paesi di Vezzano Inferiore e Superiore, già esistente nel XIV secolo[17]. Da fonti storiche si apprende che nel XVI secolo[17] la struttura era divisa in due corpi: una cappella con annesso ricovero per viandanti o malati e una domus per predicatori. L'ospitale rimase attivo fino al XIX secolo[17]. In facciata una lapide in marmo reca la datazione 1705[17], forse l'anno del completamento e l'apertura della nuova struttura sei-settecentesca.
- Arco di San Giorgio, a Vezzano Inferiore, porta ad arco ogivale del XIII-XIV secolo[17].
- Palazzo Giustiniani di Vezzano Inferiore, l'antico castello del borgo risalente al X secolo, già castello dei Malaspina e ricostruito nel XVIII secolo, con i resti delle antiche mura medievali. Associata al castello, al quale anticamente era collegata da un ponte di legno di sette metri d'altezza, è la torre pentagonale, edificata con funzione di difesa e avvistamento della vallata circostante.
- Torre pentagonale del XII secolo, a Vezzano Inferiore. Alta circa quindici metri e munita di feritoie, la torre è divisa in più piani interni con la porta d'ingresso posta ad una quota notevole. La torre era associata al castello, al quale in antico era collegata da un ponte di legno di sette metri d'altezza.

### Architetture militari
- Forte Bastia, a circa 2 km dalla frazione di Valeriano Lunense. Progettato a difesa del porto della Spezia da possibili attacchi portati dall'entroterra, il forte fu costruito nel 1887 come parte integrante del Sistema fortificato del Golfo della Spezia e fu utilizzato nella prima e seconda guerra mondiale con una dotazione fino a 38 bocche da fuoco da 120 mm.

## Società

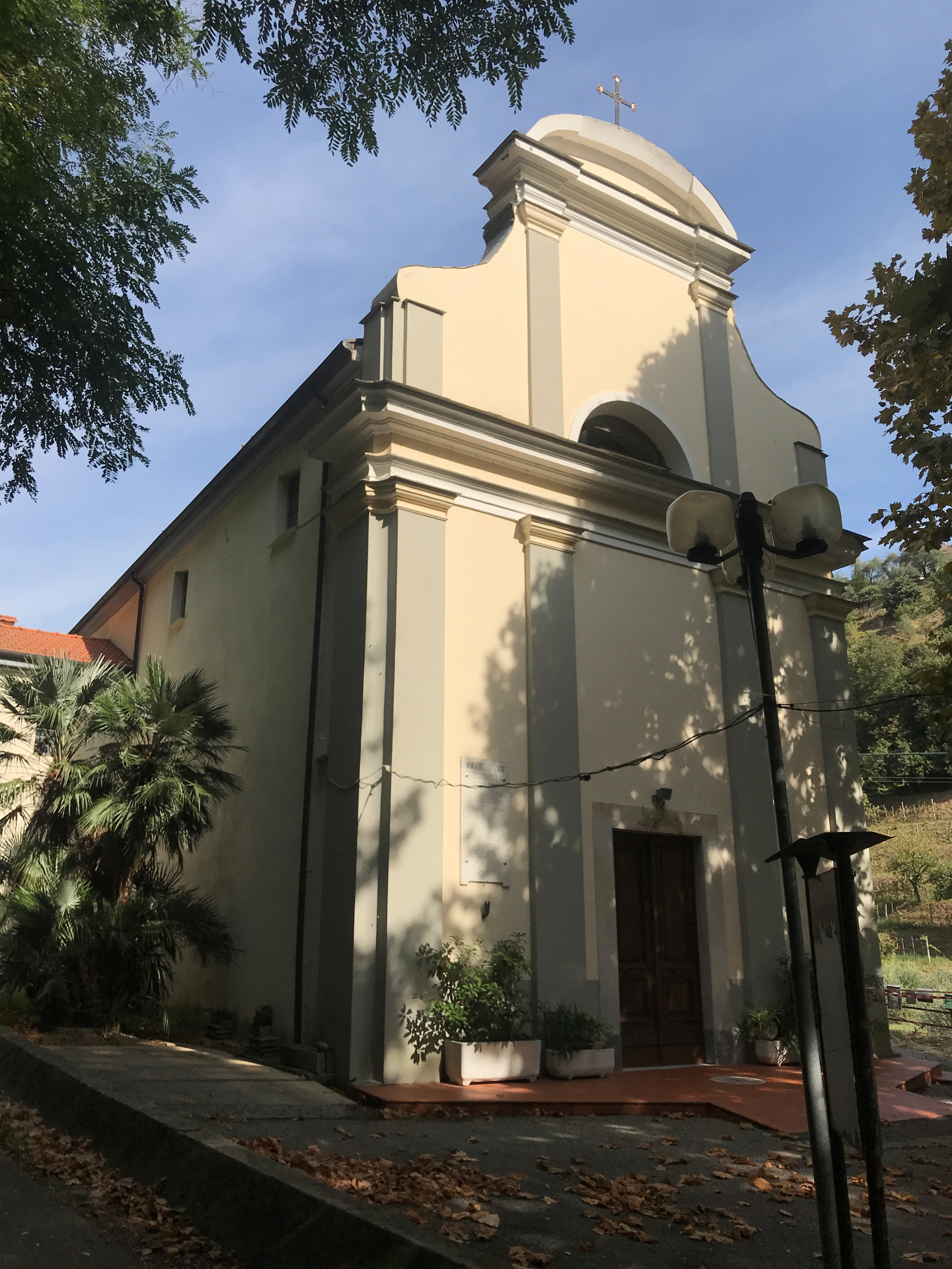
Il santuario di Santa Maria del Molinello nella frazione di Prati di Vezzano

### Evoluzione demografica
Abitanti censiti

### Etnie e minoranze straniere
Secondo i dati Istat al 31 dicembre 2019, i cittadini stranieri residenti a Vezzano Ligure sono 397, così suddivisi per nazionalità, elencando per le presenze più significative:
1. Romania, 106
2. Marocco, 92
3. Albania, 46

## Cultura

### Musica
Nella zona di Vezzano Inferiore fu fondato nel 1889 il primo corpo musicale che assunse la prima denominazione di "Filarmonica del Basso Vezzano" e quindi Corpo musicale "Giuseppe Verdi". Nel 1891 fu invece costituito un gruppo musicale nell'altra zona di Vezzano Superiore, la "Pietro Mascagni". Le due orchestre proseguirono separate la loro storia fino al 29 luglio del 1945 quando, di comune accordo, fu costituito all'attuale Corpo Musicale "Giacomo Puccini".

### Eventi
- Palio dei Rioni Vezzanesi, a settembre.
- Festival internazionale di musica bandistica e pittura " Contemporaneamente", primo fine settimana di settembre.

### Letteratura
L'autore Mario Tobino cita Vezzano in una poesia dedicata alla madre da poco scomparsa e contenuta nella raccolta intitolata L'asso di picche.

## Geografia antropica

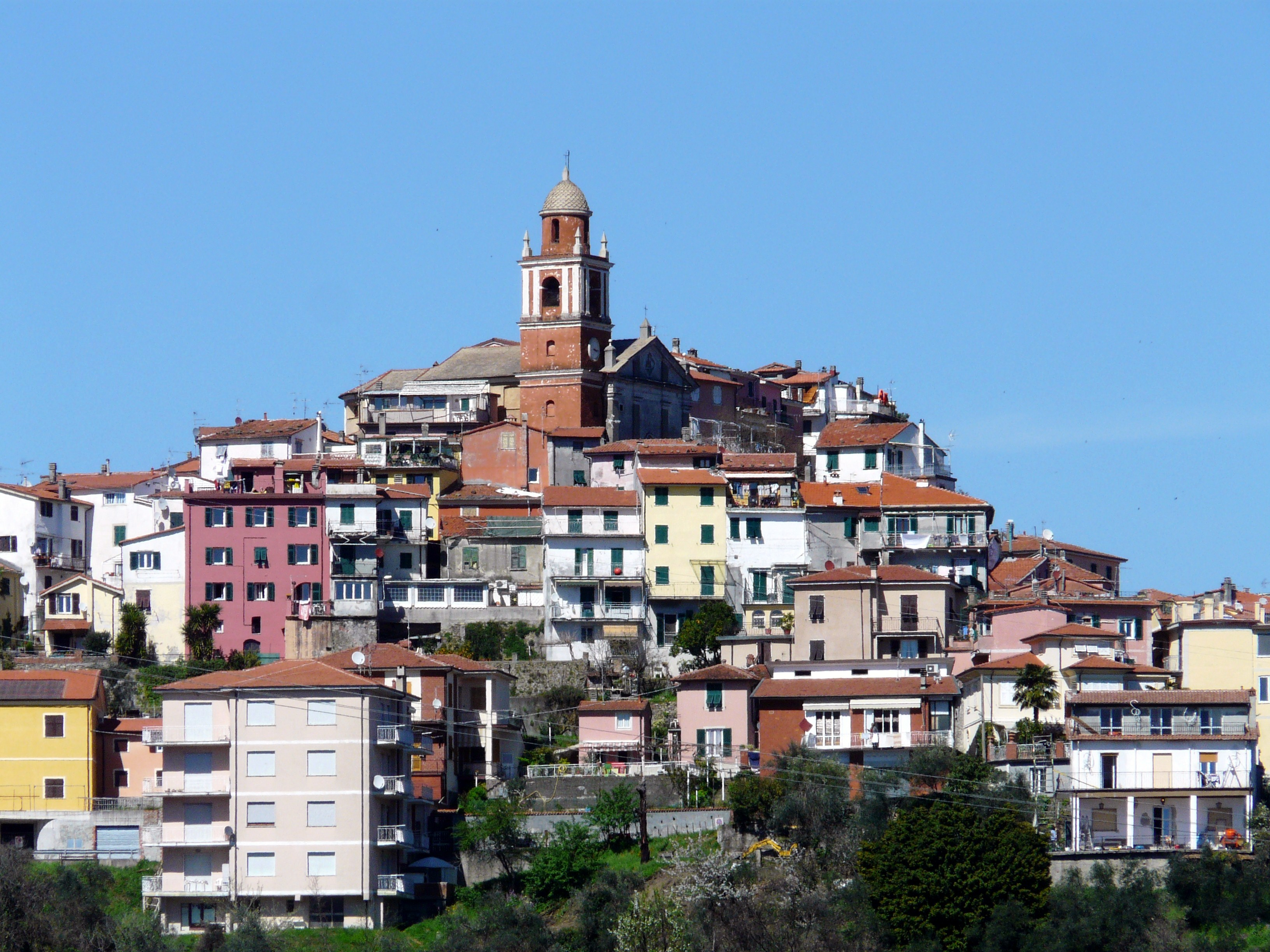
Panorama della frazione di Valeriano

La sede amministrativa del Comune si trova al centro di Vezzano Superiore e di Vezzano Inferiore, in piazza Giuseppe Mazzini.
Fanno parte anche del territorio le altre frazioni di Bottagna, Buonviaggio, Carozzo, Fornola, Lagoscuro, Piano di Valeriano, Piano di Vezzano, Prati, Valeriano Lunense e Sarciara per un totale di 18,37 km2.
Confina a nord con i comuni di Follo e Bolano, a sud con La Spezia e Arcola, ad ovest con Follo e La Spezia e ad est con Bolano, Santo Stefano di Magra e Sarzana.

## Economia
L'economia vezzanese è costituita da un mosaico di settori produttivi che vanno dalla media impresa, ai servizi, dall'agricoltura al turismo. Nel territorio è presente la zona retro portuale, scalo merci e movimento container provenienti dal porto della Spezia e quindi molte sono le imprese di logistica che operano nel settore dell'intermodalità.
L'agricoltura prevalentemente concentrata rispecchia la natura del territorio provinciale, e spiccano le coltivazioni di vite ed olivo, con conseguente produzione di vini ed olio d'oliva. Il turismo è strettamente legato a questi aspetti produttivi ed all'enogastronomia. Sono presenti infatti numerosi agriturismi e locali tipici.

## Ecologia
In un'enclave territoriale del vicino comune di Santo Stefano di Magra è presente l'unico impianto per trattamento meccanico-biologico presente nella provincia per la produzione di combustibile solido secondario; l'impianto è gestito dalla Veolia Environnement.
Dal 2005, nelle frazioni di Vezzano Alto e Vezzano Basso, è stato avviato un progetto di raccolta differenziata porta a porta.
Dal 2005, il Comune si è dotato di uno dei primi regolamenti italiani in materia di bioedilizia. Il regolamento prevede incentivi per l'uso di tecniche costruttive e materiali biocompatibili, in termini di minori oneri di fabbricazione, e di semplificazione dell'iter per ottenere i permessi edilizi. Pone un limite alle emissioni elettromagnetiche circa 10 volte più stringente di quello previsto dalla normativa nazionale.

## Infrastrutture e trasporti

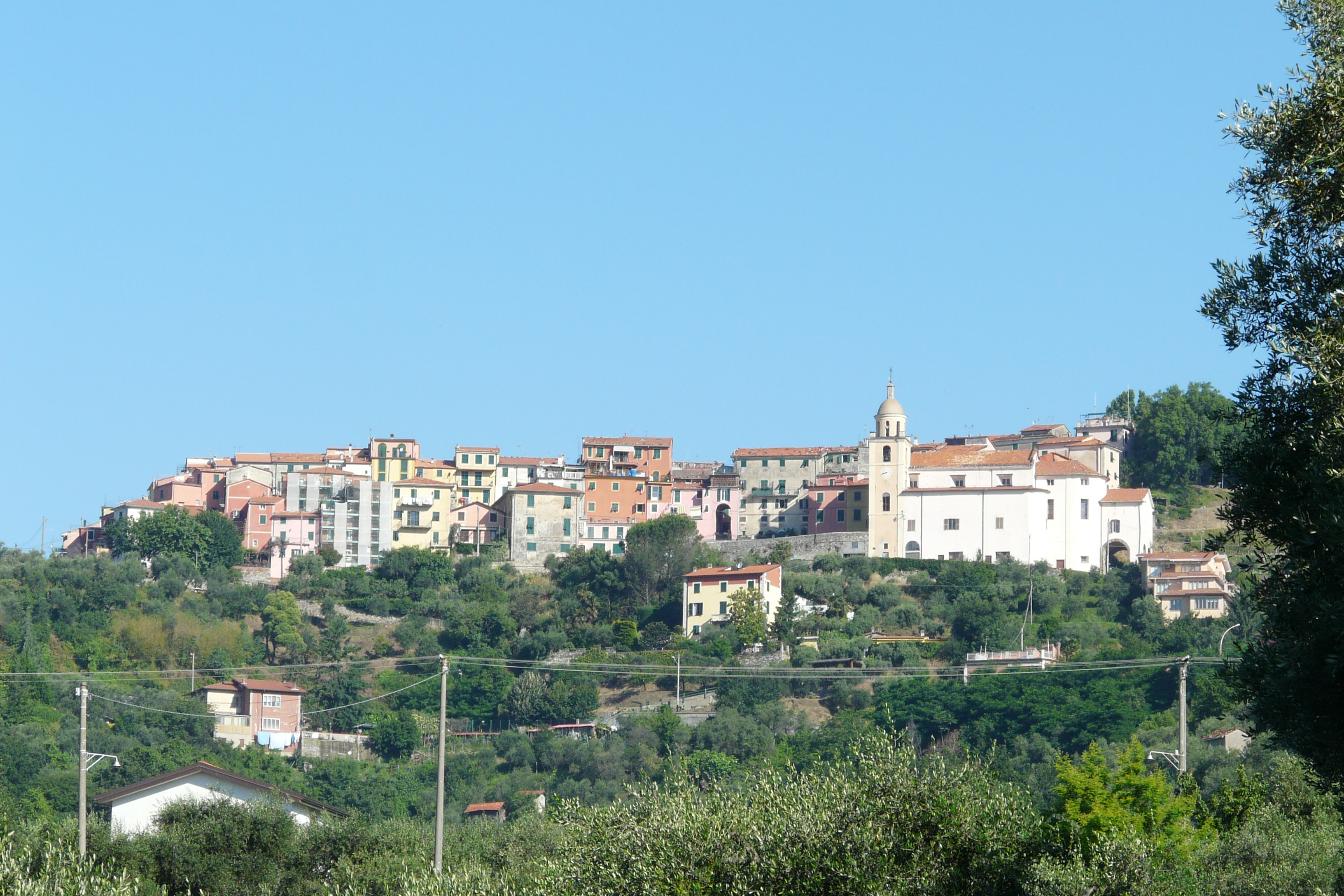
Panorama di Vezzano Superiore

### Strade
Il territorio di Vezzano Ligure è attraversato principalmente dalle strade provinciali 16 (collegamento fra i due centri) e 10 che a sudest, nella località di Fornola, si innesta con la statale 1 Via Aurelia e con il raccordo-viadotto dell'autostrada A15; a nord la provinciale permette il collegamento con il territorio di Follo e poco prima con la strada statale 330 di Buonviaggio per la frazione di Ceparana nel comune di Bolano e con La Spezia.
Vezzano Ligure dispone di un proprio casello autostradale, situato sul raccordo che unisce il capoluogo spezzino all'autostrada A15.

### Ferrovie
Vezzano Ligure è dotata di una propria stazione ferroviaria situata sulle linee Genova-Pisa (Tirrenica) e Parma-La Spezia (detta Pontremolese).
Sia l'uscita autostradale che la stazione ferroviaria si trovano in località Prati.

### Mobilità urbana
Dal comune di La Spezia un servizio di trasporto pubblico locale gestito dall'ATC garantisce quotidiani collegamenti bus con Vezzano Ligure e per le altre località del territorio comunale.

## Amministrazione

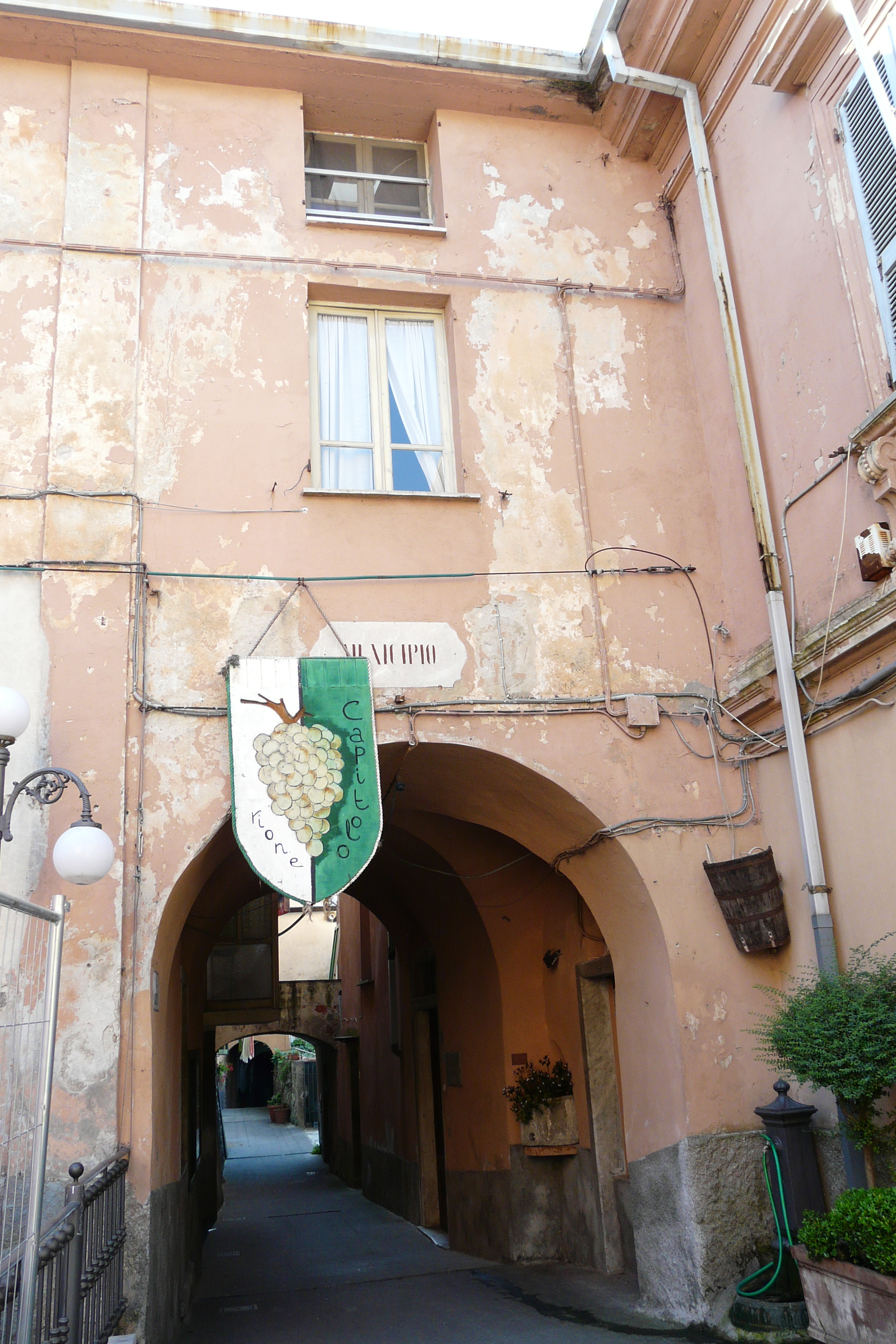
Il municipio

| Periodo         | Periodo        | Primo cittadino   | Partito                                               | Carica  | Note |
| --------------- | -------------- | ----------------- | ----------------------------------------------------- | ------- | ---- |
| 1951            | 1976           | Lino Chella       | Partito Comunista Italiano                            | Sindaco |      |
| 17 ottobre 1985 | 12 luglio 1990 | Orlando Orlandi   | Partito Comunista Italiano                            | Sindaco |      |
| 22 luglio 1990  | 24 aprile 1995 | Orlando Orlandi   | Partito Comunista Italiano                            | Sindaco |      |
| 24 aprile 1995  | 14 giugno 1999 | Franco Cozzani    | lista civica di centro-sinistra                       | Sindaco |      |
| 14 giugno 1999  | 14 giugno 2004 | Paola Giannarelli | lista civica di centro-sinistra                       | Sindaco |      |
| 14 giugno 2004  | 8 giugno 2009  | Paola Giannarelli | lista civica di sinistra                              | Sindaco |      |
| 8 giugno 2009   | 26 maggio 2014 | Fiorenzo Abruzzo  | lista civica di sinistra                              | Sindaco |      |
| 26 maggio 2014  | 27 maggio 2019 | Fiorenzo Abruzzo  | Vezzano democratica (lista civica di centro-sinistra) | Sindaco |      |
| 27 maggio 2019  | 10 giugno 2024 | Massimo Bertoni   | Vezzano democratica (lista civica di centro-sinistra) | Sindaco |      |
| 10 giugno 2024  | in carica      | Massimo Bertoni   | Vezzano democratica (lista civica di centro-sinistra) | Sindaco |      |

## Sport
- A.S.D. Vezzano 2005, militante nel campionato di Seconda Categoria.

## Piatti tipici
- Torta di riso dolce e salata, Denominazione comunale d'origine per il 2023.[23]